# Joseph Apoux
Joseph Apoux (Le Blanc, 5 novembre 1846 – Le Kremlin-Bicêtre, 11 novembre 1910) è stato un pittore e illustratore francese.

## Vita
Joseph Apoux studia pittura e disegno con Jean-Léon Gérôme e si specializza in seguito nelle acqueforti. Espone a partire dal 1880 e partecipa all'Esposizione internazionale di bianco e nero (1886).
È autore di numerose caricature e stampe a carattere erotico e macabro.

### Illustrazioni erotiche

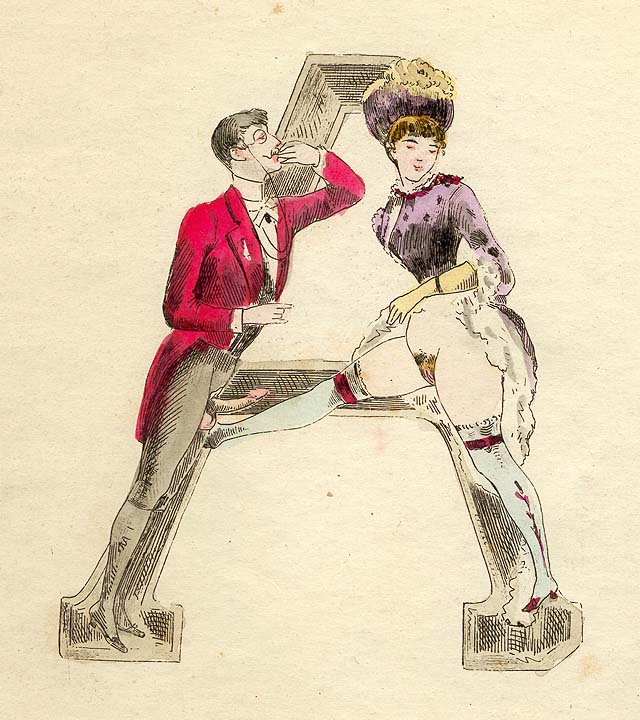
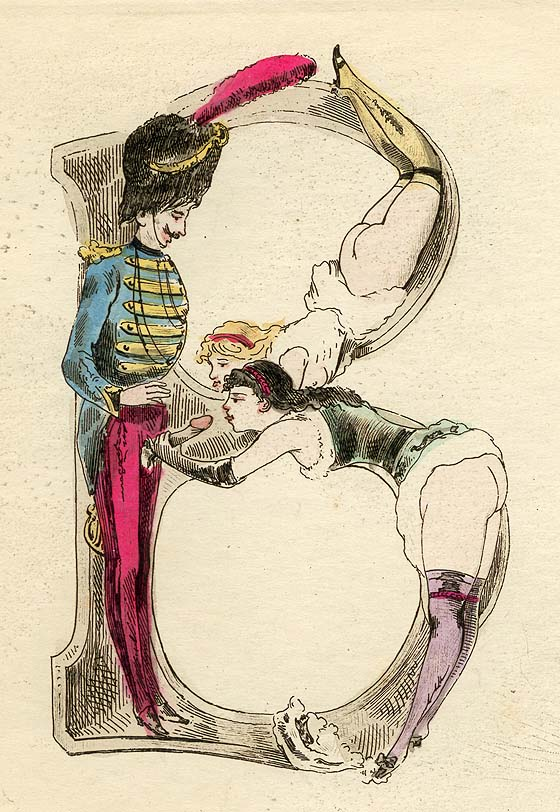
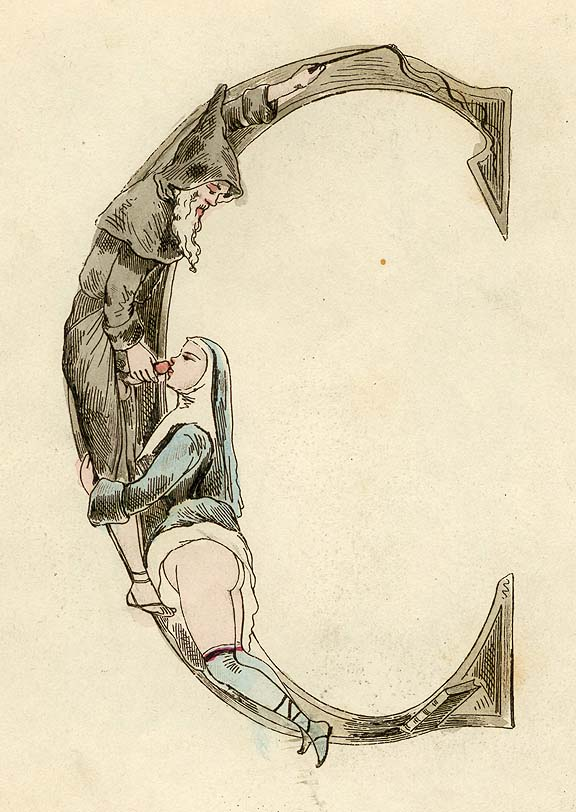
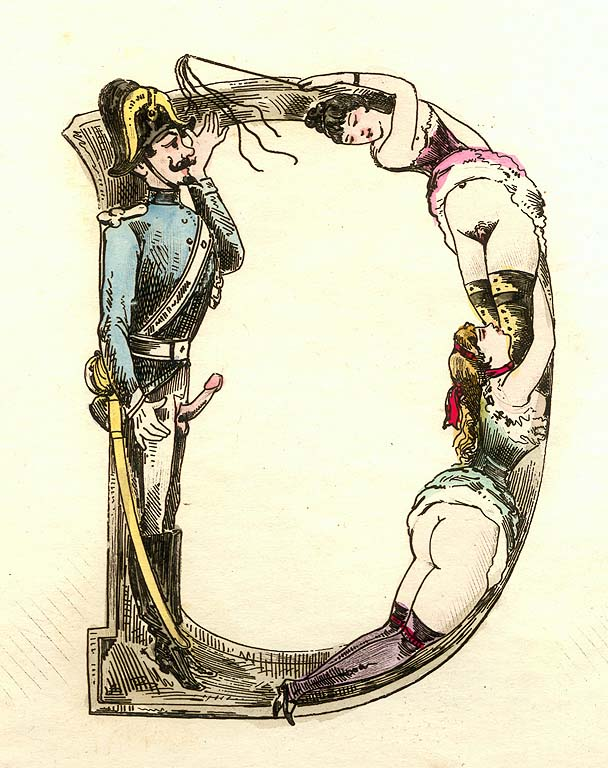
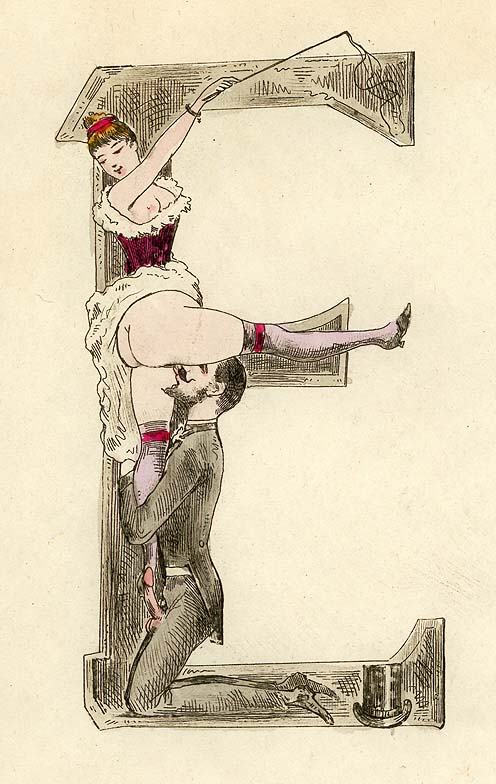
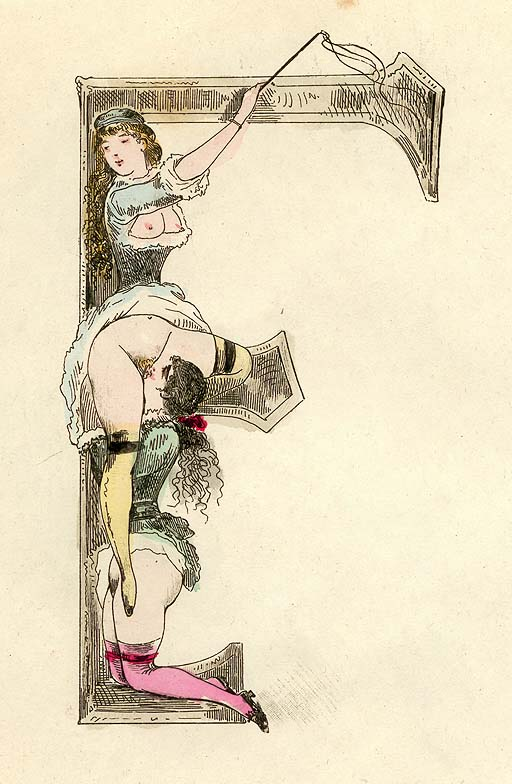
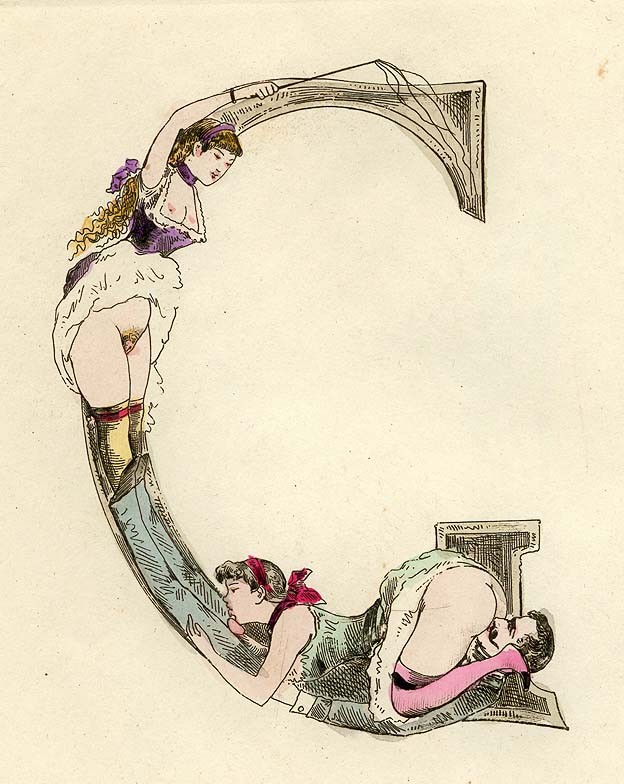
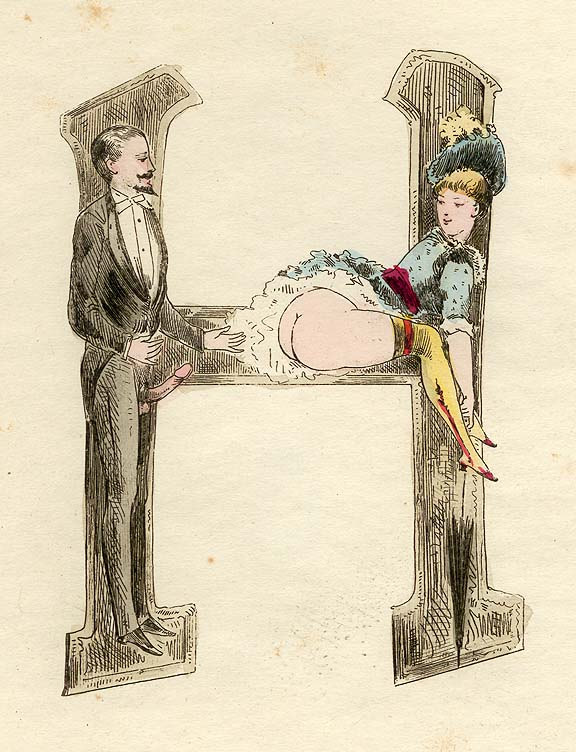
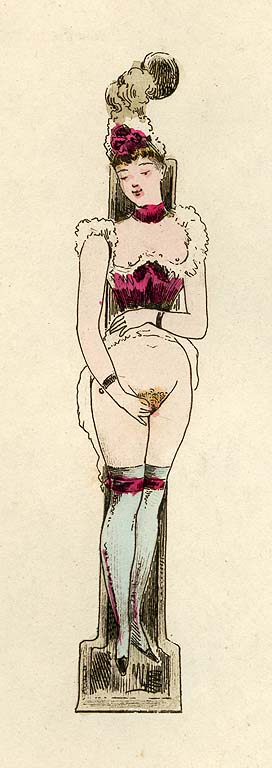
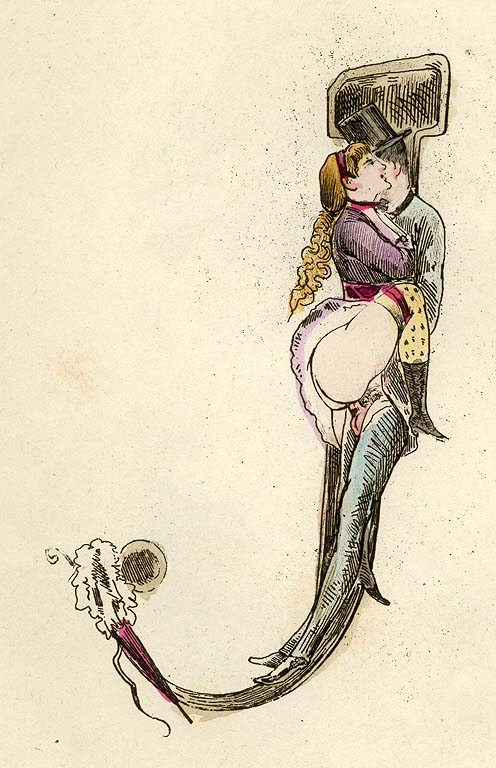
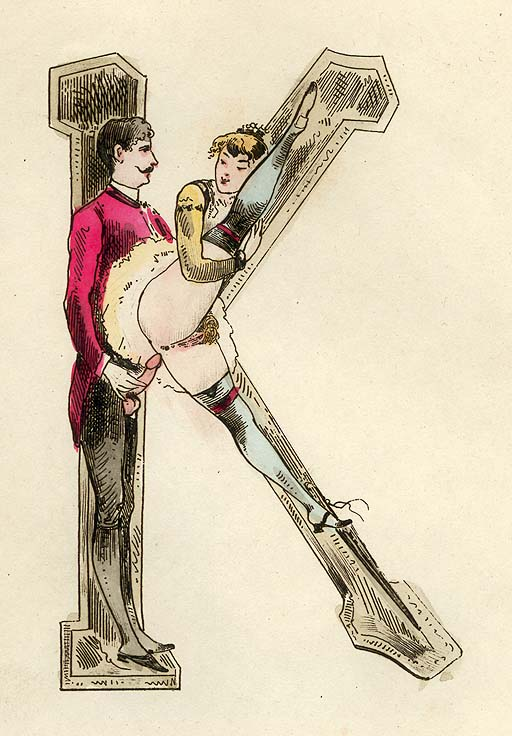
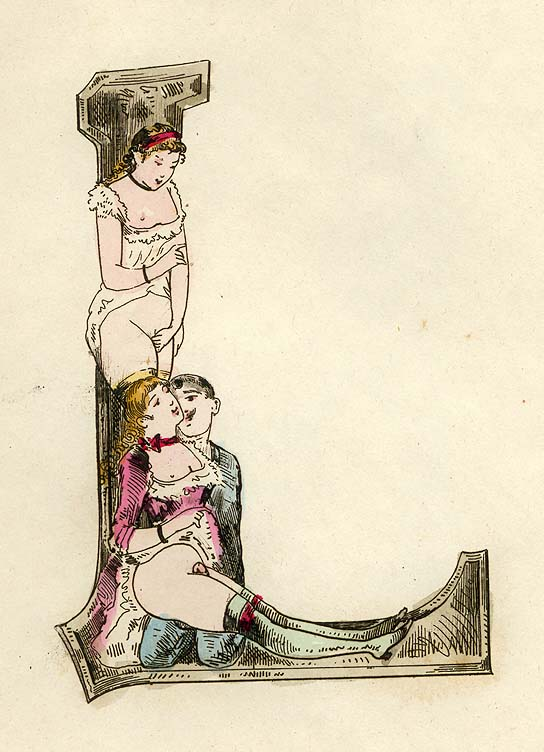
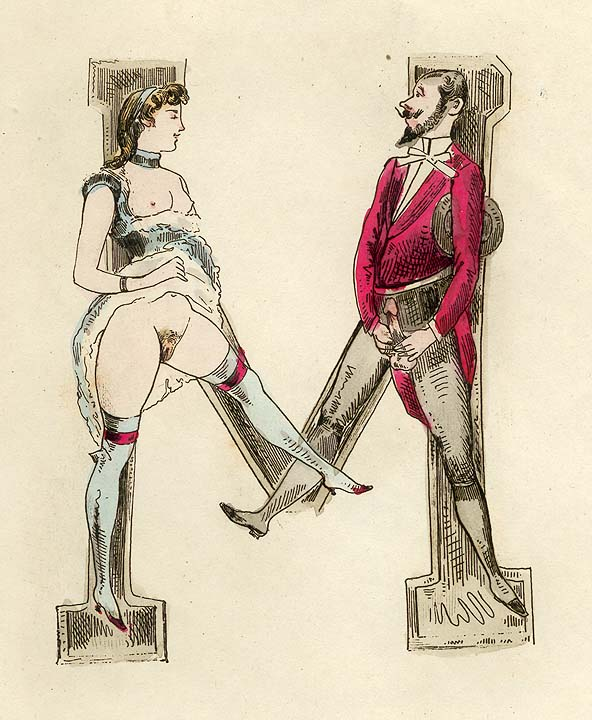
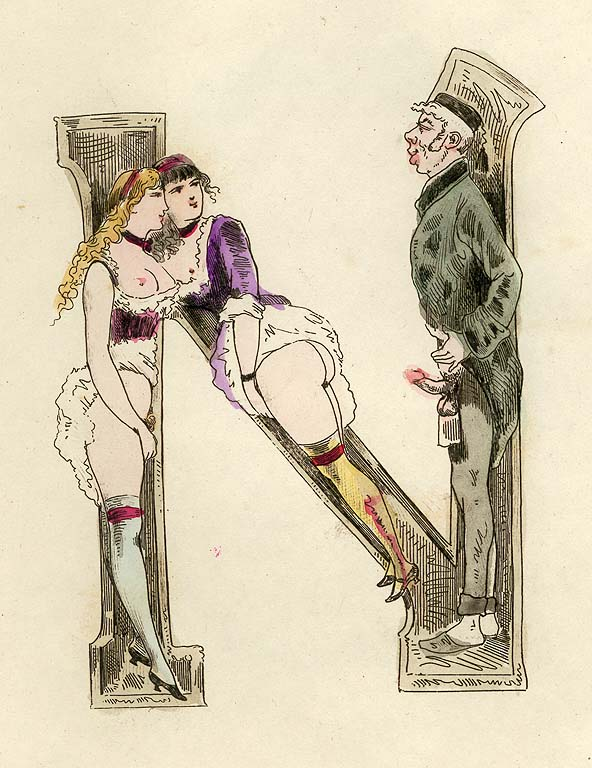
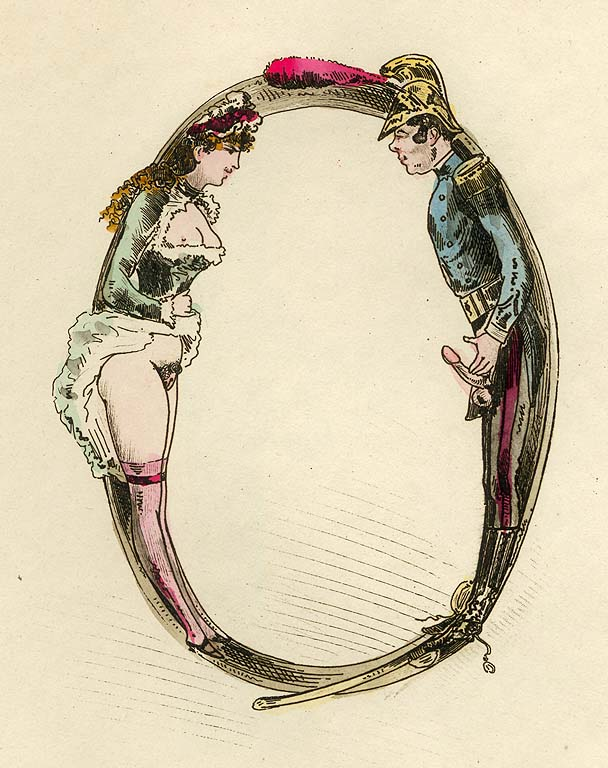
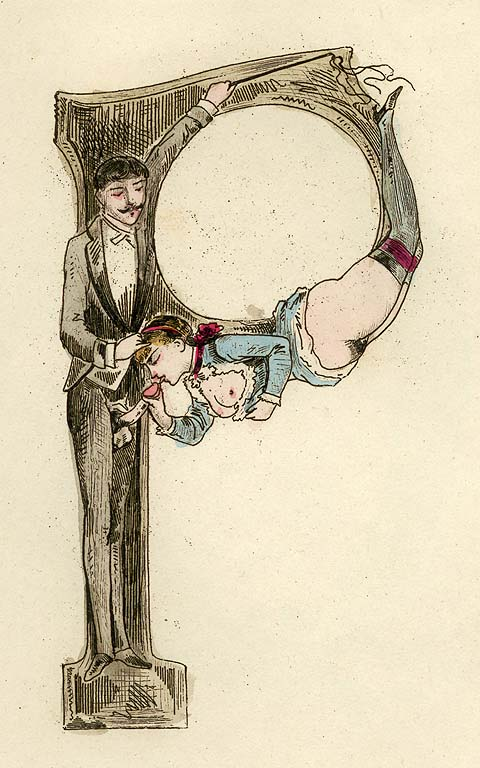
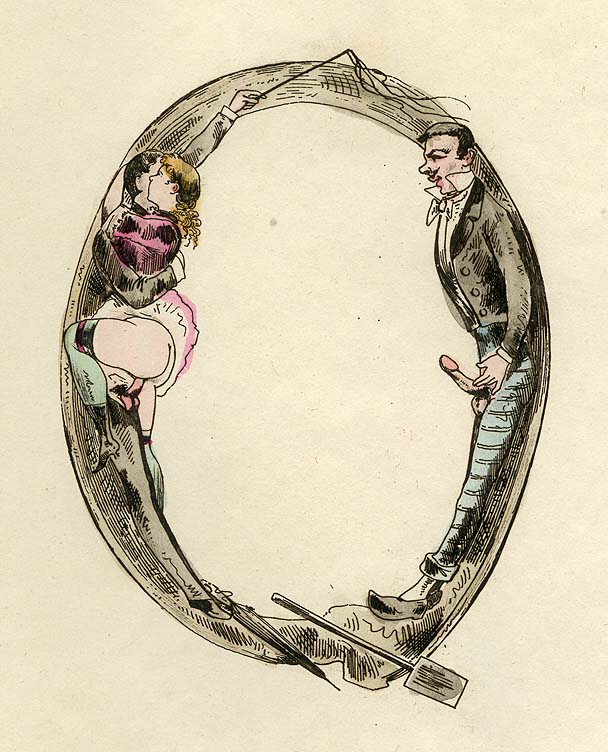
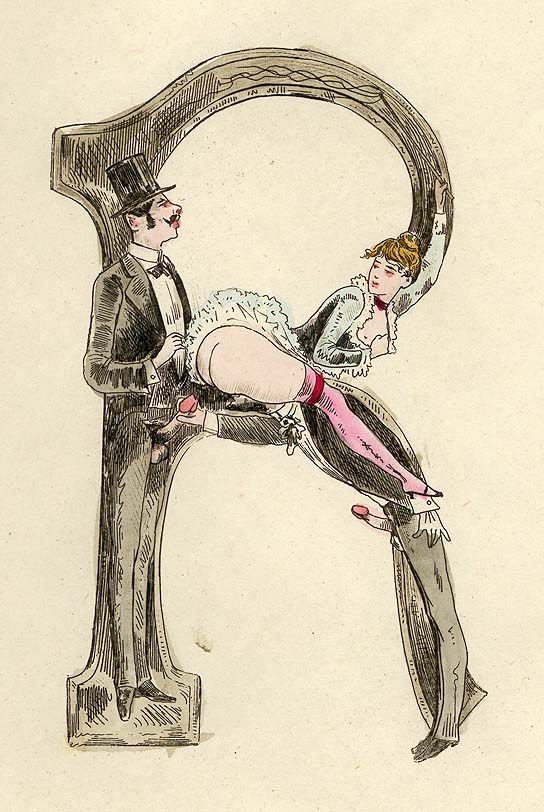
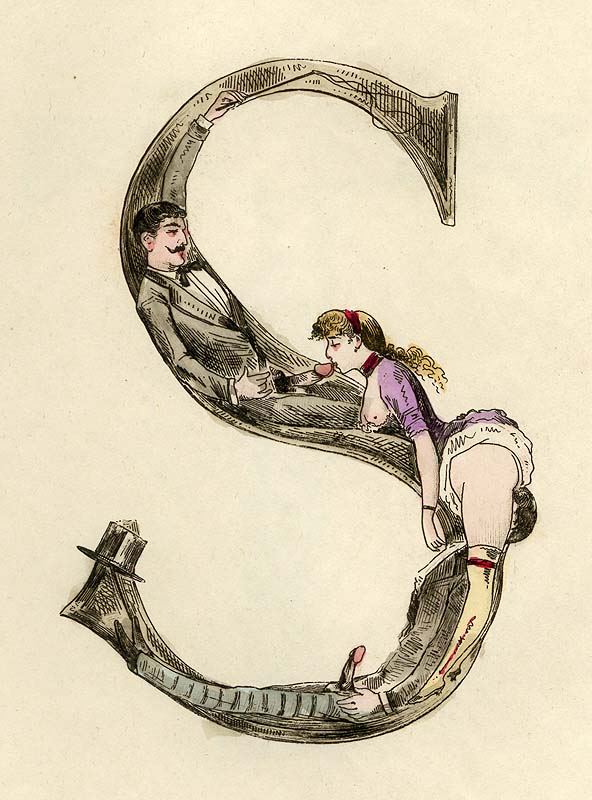
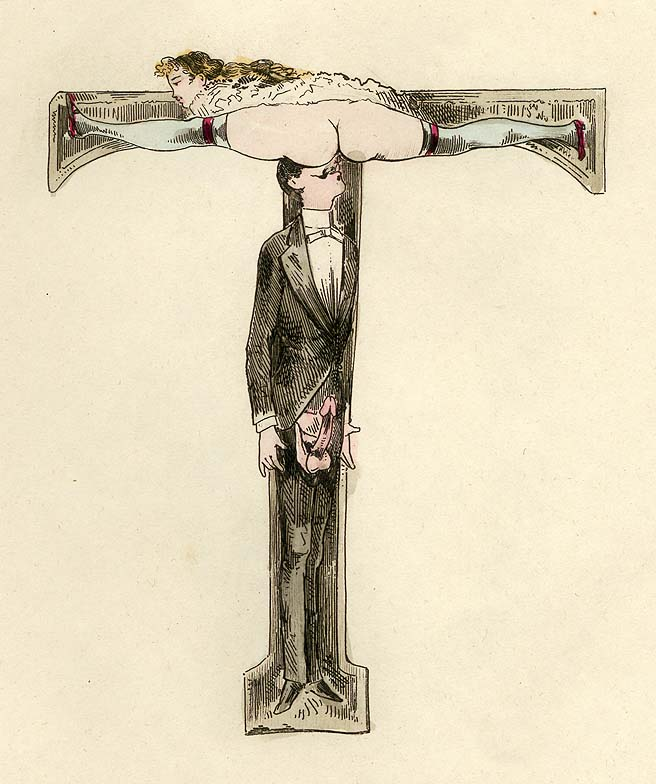
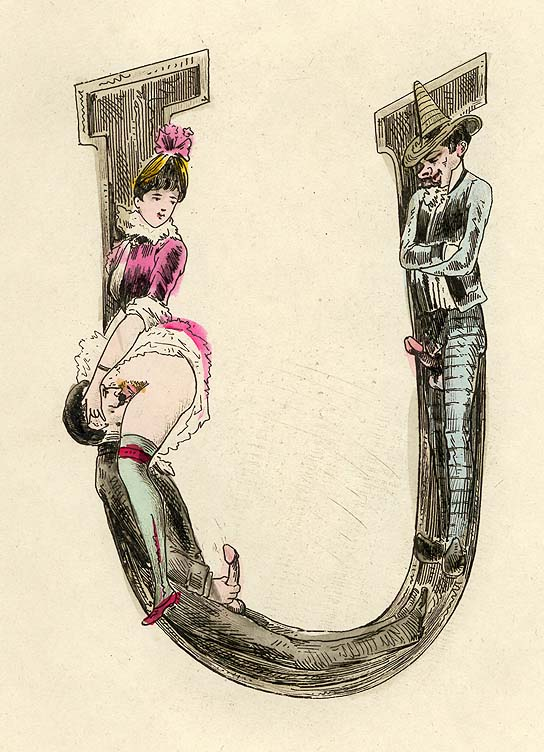
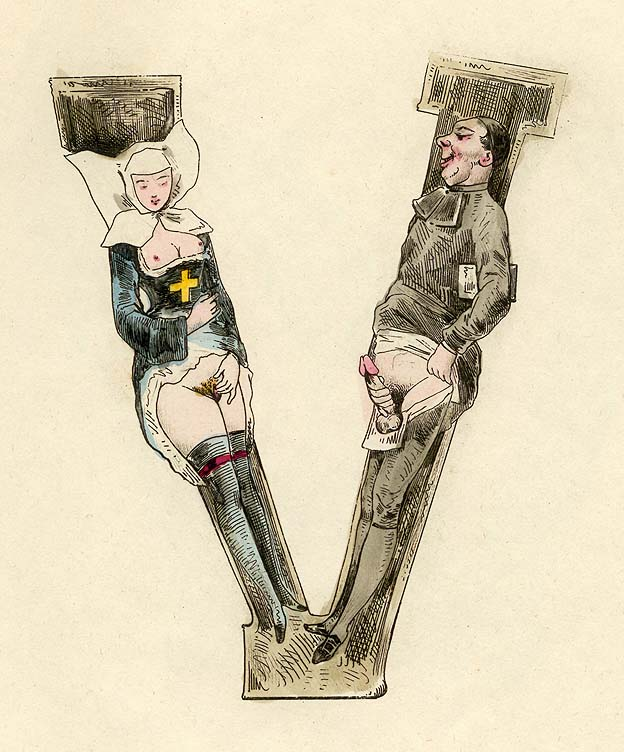
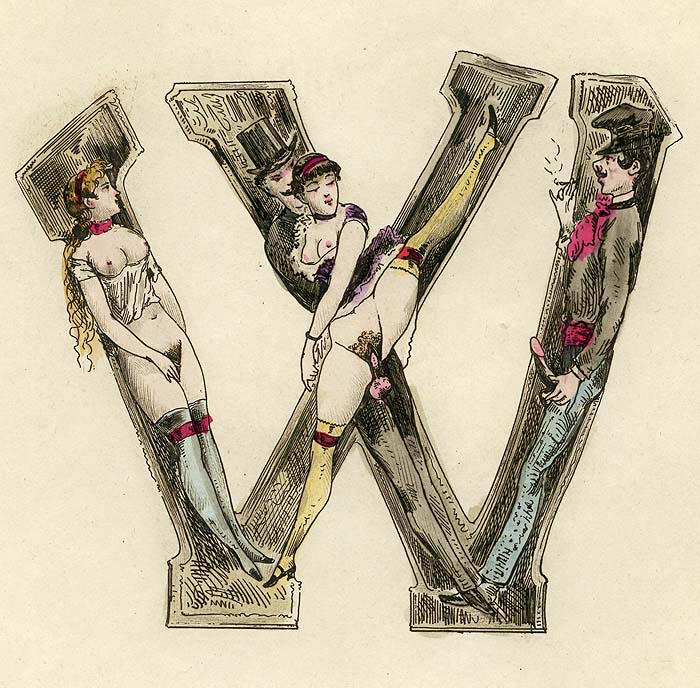
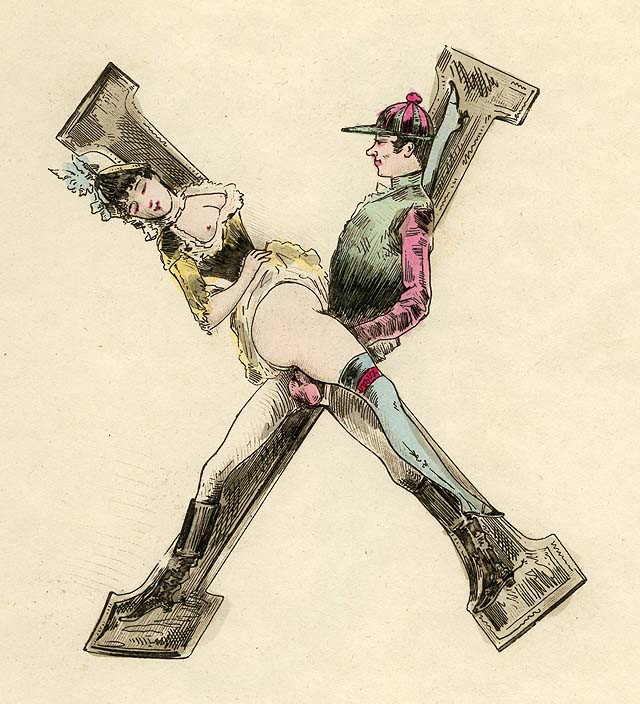
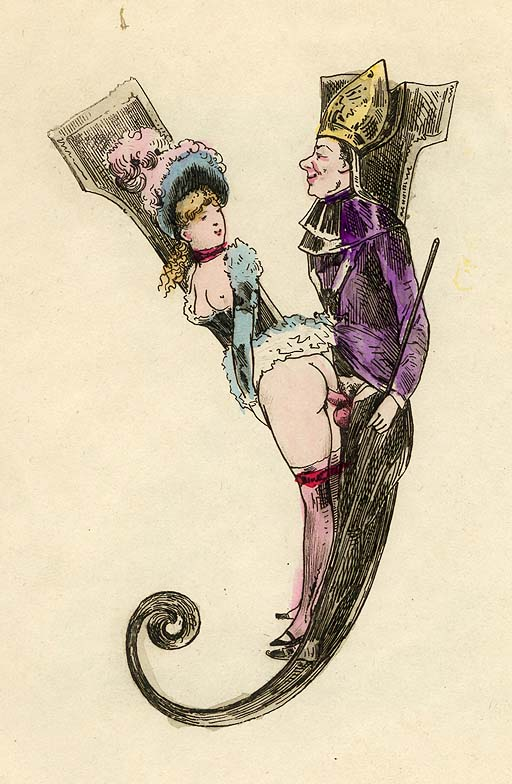
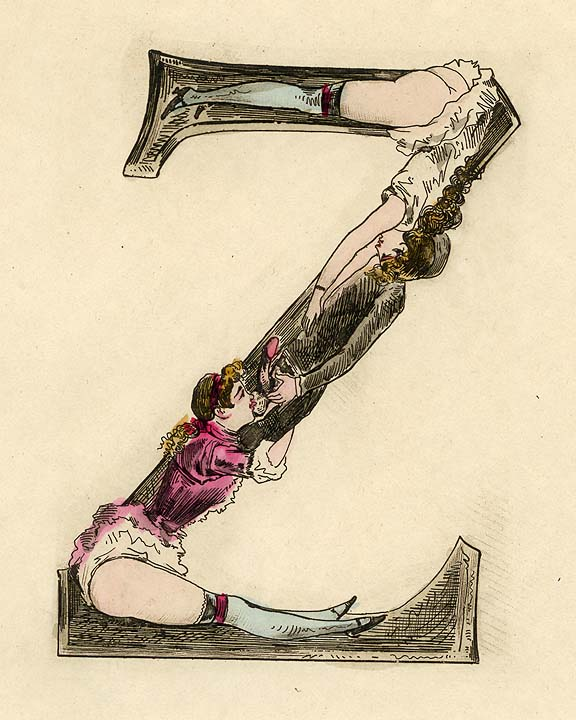